# أحمد نظيف
أحمد نظيف (8 يوليو 1952 - )، رئيس مجلس الوزراء المصري بالفترة من 14 يوليو 2004 إلى 29 يناير 2011. يعدّ من التكنوقراط، وكان يتولى منصب وزير الاتصالات والمعلومات قبل توليه رئاسة الحكومة وهو حاصل على الدكتوراة من جامعة مكغيل في كندا العام 1982.

## الدرجات العلمية
تخرج من مدرسة النصر للبنين، والتحق بعدها بكلية الهندسة بجامعة القاهرة قسم الاتصالات والإلكترونيات وتخرج منها عام 1973. ثم حصل على الماجستير في هندسة الكهرباء في عام 1976، وأكمل أبحاثه في جامعة مكغيل بكندا حيث حصل على الدكتوراة في عام 1983 لأبحاثه في مجال الرؤية الحاسوبية.

## مسيرته المهنية
مارس عدة أنشطة أكاديمية كأستاذ مساعد وأستاذ مشارك ثم أستاذ هندسة الكمبيوتر في جامعة القاهرة وذلك حتى عام 1999، وحصل خلال تلك الفترة على وسام الدرجة الأولى للعلوم والفنون في مصر لإنجازاته الأكاديمية.
شملت خبرته في العمل الحكومي:
العمل بمركز المعلومات ودعم اتخاذ القرار التابع لمجلس الوزراء:
- مستشار نظم المعلومات (1985 - 1988).
- مدير إدارة موارد المعلومات (1988 - 1989).
- المدير التنفيذي (1989 - 1996).
- نائب رئيس المجلس الاستشاري (1996 - 1999).

وخلال تلك الفترة أدار تنفيذ مشروع نظم المعلومات المدنية في جميع أنحاء البلاد (الرقم القومي) من بين عدة مشاريع وطنية وإقليمية أخرى في تكنولوجية المعلومات والتي نفذها مركز المعلومات ودعم اتخاذ القرار وكذلك المركز الإقليمي لتكنولوجيا المعلومات وهندسة البرامج حيث كان يعمل رئيساً لمجلسه الاستشاري.
تقلد أيضاً عدداً من المناصب الاستشارية في القطاع الخاص، أهمها:
- الرئيس التنفيذي لشركة خدمات المعلومات التشريعية ومعلومات التنمية (LADIS)
- رئيس مجلس إدارة شركة بنك المعلومات والبيانات
- مؤسس مشارك لجمعية الإنترنت المصرية (ISE)، وجمعية إدارة المعلومات المصرية والقسم المصري بجمعية إدارة المعلومات (SIM).

شغل منصب أول وزير للاتصالات والمعلومات في مصر خلال الفترة من 1999 إلى 2004، حيث وضع إطارا لتحرير قطاع الاتصالات وتكنولوجيا المعلومات.

### رئاسته مجلس الوزراء
تولى رئاسة مجلس الوزراء في مصر في 14 يوليو 2004 حتى 29 يناير 2011. ووضع برنامجا للإصلاح الاقتصادي حيث تم تنفيذ عدد من الإصلاحات الاقتصادية تحت قيادته. وشملت إجراءات لتشجيع الاستثمار مثل تخفيض الضرائب والجمارك وتبسيـط إجـراءات تسجيل الشـركات واستقرار العملـة وتنشيط برنامج الخصخصة.
وقد أسفرت هذه الإصلاحات عن زيادة معدل النمو ومضاعفة حجم الاستثمارات ثلاث مرات في عام واحد في المجالات غير البترولية.
كلف في ديسمبر 2005، من قبل الرئيس السابق مبارك بتشكيل حكومته الثانية التي دعيت للتركيز بشكل أكبر على البعد الاجتماعي من خلال تحسين الخدمات الاجتماعية في مجالات الصحة والتعليم والنقل والإسكان، لكنه ينتقد كذلك لعدم تمكن حكومته من السيطرة على الارتفاع الكبير في الأسعار، كما لبطء حل حكومته لأزمة المخابز في 2008.
فقد صرح للصحف في بداية شهر مارس 2008 ان أزمة الطوابير في المخابز سوف تنتهي بعد ستة أسابيع فقامت جريدة المصري اليوم بعمل عداد زمنى لتلك الفترة لكن تغير الحال بمعدل مرضي .
انتهت ولايته في 29 يناير 2011 بعد فشل الحكومة في احتواء غضب الشارع المصري فظهر الرئيس السابق مبارك على التلفزيون المصري وأقال حكومة نظيف.

## محاكمته
في 11/4/2011 امر النائب العام د. عبد المجيد محمود النائب العام بحبس د. أحمد نظيف رئيس الوزراء الأسبق 15 يوما علي ذمة التحقيقات بشأن فساد في صفقة توريد لوحات معدنية جديدة للسيارات.. أسفرت تحقيقات النيابة عن قيامه مع كل من يوسف بطرس غالي وزير المالية السابق وحبيب العادلي وزير الداخلية الاسبق بتربيح ممثل شركة اوتش الألمانية بمبلغ 29 مليون جنيه بغير حق.. بأن أصدر امرا بالاسناد المباشر لتوريد هذه اللوحات بناء علي مذكرة اعدها وزيرا المالية والداخلية السابقان خلت من أي مبررات عن توافر حالة من حالات الضرورة أو الاستعجال تدعو لهذا الإسناد.. وثبت بتقرير اللجنة التي شكلتها النيابة العامة من أساتذة كلية الهندسة ان نظيف وغالي والعادلي مسئولون عن اهدار 29 مليون جنيه قيمة الفارق بين الثمن الحقيقي للوحات والثمن الذي تم الإسناد به والذي تم تحميله علي المواطن العادي عند قيامه بتجديد الترخيص. وفي 4 مايو 2016 قضت محكمة النقض المصرية ببراءة نظيف من تهمة الكسب غير المشروع، معلنة أن الحكم نهائي وغير قابل للطعن.

## روابط خارجية
- أحمد نظيف على موقع مونزينجر (الألمانية)